# Городчиковы
Городчиковы — древний русский дворянский род.
Род внесён во 2 и 3 части дворянских родословных книг Симбирской и Самарской губерний

## История рода
Кропот Городчиков был в Твери городовым приказчиком (1519—1521), вероятно, что прозвание своё получили от его должности, так как в старину по толковому словарю Даля «городчик» — это городовой приказчик, следивший за исправностью городских стен, острога, укреплений. Алексей и Степан Петровичи (ранее 1540), а Борис Яковлевич, Игнатий Петрович, Алексей и Фёдор Степановичи, Иван Алексеевич и Семён Игнатьевич владели поместьями в Тверском уезде (1540), из них Иван Алексеевич и Фёдор Степанович служили царю и великому князю Ивану IV Васильевичу Грозному. Сурин и Григорий Городчиковы владели во 2-й половине XVI столетия поместьями во Владимирском уезде. Смирный Городчиков сын боярский царицы Ирины Годуновой (1591).
Семён Аксентьевич упоминается (1608). Иван Иванович служил по Звенигороду (1622—1646), в походе под Смоленском (1643), владел поместьем в Рузском и Белозёрском уездах, которые после его смерти перешли его вдове Дарье (1662), а впоследствии их сыну стольнику Василию Ивановичу (1687—1692).
Двое представителей рода владели населёнными имениями (1699).